# Toana acidalica
Toana acidalica là một loài bướm đêm trong họ Noctuidae.